# ロードレース (自転車競技)

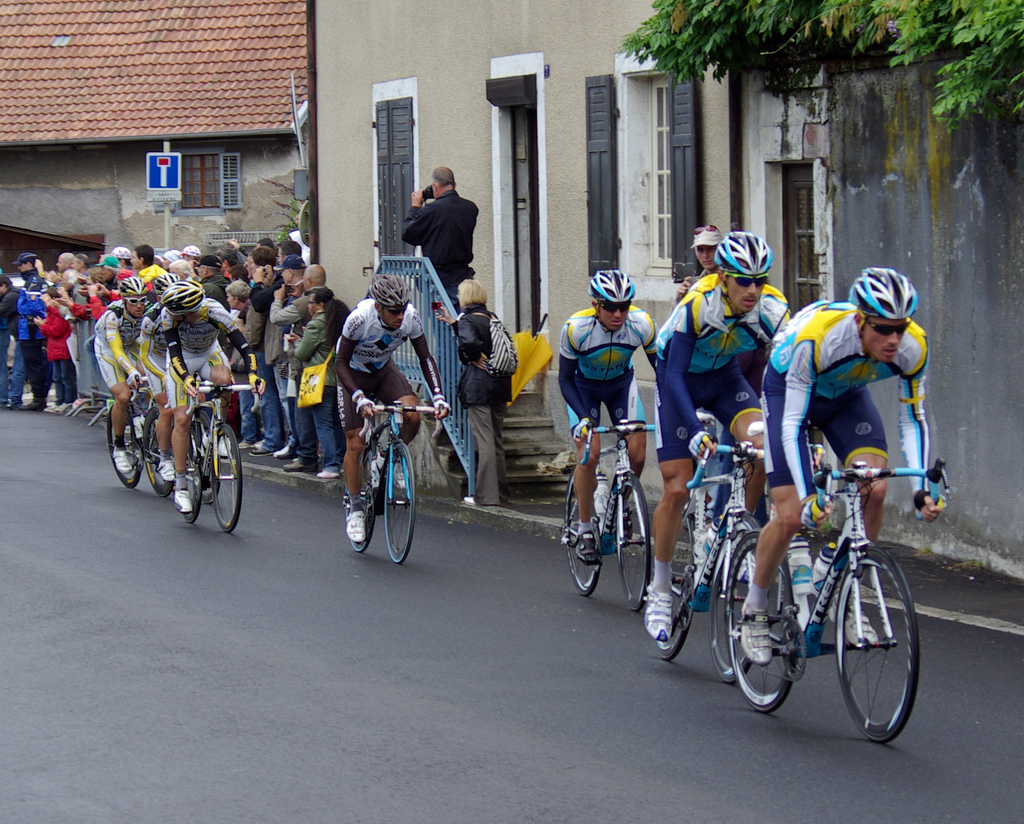
ツール・ド・フランス2009の模様。

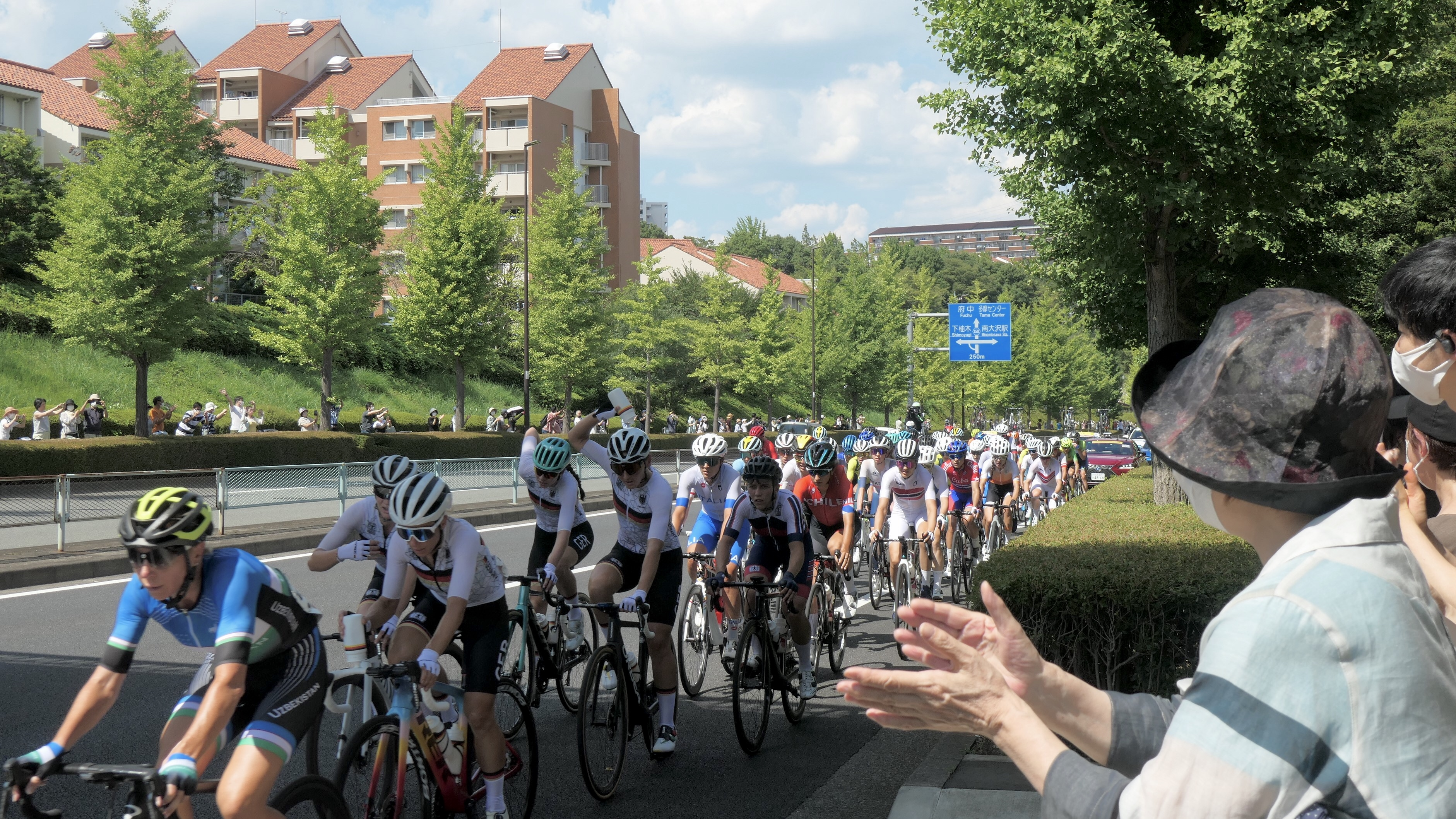
2020年東京オリンピックの自転車競技女子ロードレースで多摩ニュータウンを通過する選手たち。

自転車競技におけるロードレース（英: road bicycle racing, 仏: cyclisme sur route, 伊: ciclismo su strada）は、主に舗装された道路を自転車で走り、ゴールの順番や所要時間を争う競技。走る距離は短いものでは数km程度（ステージレースのいわゆる「プロローグラン」）、長いレースでは1日で300km弱（ミラノ〜サンレモなど）にも及ぶ。どのレースでも個々の成績を争うため、基本的には個人競技であるが、上級カテゴリーのレースでは、複数人のメンバーが役割を分担して、チームが定めた目標達成のために走るため、ほとんどの場合、団体競技の様相を呈するのが特徴である。

## 概要

### 個人戦と集団戦
ロードレースの最も単純な形態はワンデイレース（1日で終了するレース）で、「個人」が、「ゴールの順番を競う」というものであり、これはアマチュアレースや小規模なレースでよく見られる形態である。しかし、プロのレースや、アマチュアのレースの中でも大規模なものでは、ワンデーレースだけでなくステージレース（複数日行われるレース）も加わり、「チーム」が「メンバーの誰かを勝たせるために走る」ことが多い。

### 広告媒体としての走り
ジャージやヘルメットにはユニフォーム広告が入っているため、たとえ勝利につながらなくても、序盤から積極的に先頭を走るなど印象深い走りを見せた選手には「敢闘賞」が与えられる。また、メディアへの露出が多い有名なレースで見せ場を作ることは、チームにとってもスポンサーの宣伝になるため、タイトルに絡まない選手やチームであっても、時に有力な選手やチーム以上の走りを見せる場合がある。

### 頭脳戦
大きなレースでは上記に挙げた敢闘賞だけでなく様々な賞が設定されているため全ての選手が優勝目指して走るのではなく、個人やチーム単位でいくつかの戦略目標を設定し、それに向かって各自が最善を尽くすことになる。
結果として、グランツールをはじめとする大きなステージレースでは個々の選手の思惑や意地、チーム単位での戦略が絡み合い、更に刻々と変わる気象条件や落車、選手の微妙なコンディションの差異などの偶発的要素もそれらの戦略目標に大きな影響を与える為、極めて複雑な頭脳戦の様相を呈する。

### チームのカテゴリー
ロードレースに参加するチームにはサッカーのクラブチームにおける一部リーグや二部リーグのようなカテゴリーがあり、参加できるレース、出来ないレースがある。詳しくはUCIワールドツアー#チームのカテゴリーを参照のこと。

## 競技方法
ロードレースの競技規則は国際自転車競技連合（UCI）によって決められている。

### マスドスタート（マスドレース）
全選手が一斉にスタートし、ゴールの順番や所要時間を競う。通常行われるレース形式であり、「ロードレース」と言うとこの競技方法を指している場合もある。

### チームタイムトライアル（チームTT）
TTT（Team Time Trial）。
一定時間毎にチームの全員が出走し、チームごとのゴールタイムを競う。チームのうち規定の順番（1チームの定員によって異なる）でゴールした選手のタイムがそのチームのタイムとなる。

### 個人タイムトライアル（個人TT）
ITT（Individual Time Trial）。
一定時間毎に選手が個別に出走し、ゴールタイムを競う。

## レースの種類
レースにおける距離、ステージの構成やポイントの配分などは、レースの主催者が決定している。

### ワンデイレース
- 1日（厳密には単一のステージ）で勝負を決するレースで、基本的に「着順」のみを競う。UCIの略記では「1.xx」と表記され、「1.UWT」（UCIワールドツアー）、「1.Pro」（UCIプロシリーズ）、「1.1」「1.2」（UCIコンチネンタルサーキット）などに分類される。英語では"Single-day race"（シングルデイレース）とも呼ばれる。
- なかでも特に伝統のあるものは“クラシック”と呼ばれ、最狭義では5つの記念碑的なレースを総称したモニュメント（対象レース下記参照）のことを指すが、現在では概ね、UCIワールドツアー対象レースのことをクラシックと呼ぶ傾向にある。また、UCIプロシリーズにランクされるレースのことを、クラシックに次ぐ格付けのレースという意味合いから、セミクラシックと呼ぶことがある。なお、世界選手権は、クラシックレースやステージレースなどの一般のレースを出場するUCIに登録された各チームと違い、国別のナショナルチームで出場するためチャンピオンシップ（選手権大会）という位置づけであり、クラシック等の言い方はしない。
- 相対的に見て、ワンデイレースの中で一番栄誉あるレース（一番勝ちたいレース）は世界選手権と言われ、モニュメントを中心としたクラシックがそれに続き、各国で開催される国内選手権もクラシックと同格の存在と考える選手が少なくない[注 2]。また欧州以外の地域では、各大陸選手権のステータスも相対的に高い[注 3]。
- 一方、夏季オリンピックもチャンピオンシップのカテゴリーの中に含まれ、1996年のアトランタオリンピック以降、プロ選手の出場が認められるようになったことから、ワンデイレースを得意とする選手の中には、世界選手権と違う意味合いで栄誉があると考えている選手も出てきている[注 4]。
- 閉鎖されたコース（最短800m、最長10km[1]）を周回して順位を競うレースは特にクリテリウム（Criterium）と呼ばれる。基本的にクリテリウムはUCIのカテゴリーにおいて「1.xx」の範疇には含まれず、「CRT」の表記で区別される。2012年よりUCIポイントではステージレース（カテゴリー2.2）と同等の扱いとされている[2]。

#### 主なレース
選手権大会（チャンピオンシップ）
- 世界選手権
- 夏季オリンピック、アジア競技大会、コモンウェルスゲームズなどの総合競技大会
- 各大陸選手権
- 各国国内選手権

UCIワールドツアー対象レース
太字はモニュメントと呼ばれるレース。
- カデル・エヴァンス・グレートオーシャン・ロードレース
- オムロープ・ヘット・ニウスブラット
- ストラーデ・ビアンケ
- ミラノ〜サンレモ
- デ・パンネ3日間
- E3ビンクバンク・クラシック
- ヘント〜ウェヴェルヘム
- ドワルス・ドール・フラーンデレン
- ロンド・ファン・フラーンデレン
- パリ〜ルーベ
- アムステルゴールドレース
- フレッシュ・ワロンヌ
- リエージュ〜バストーニュ〜リエージュ
- エシュボルン＝フランクフルト
- クラシカ・サン・セバスティアン
- プルデンシャル・ライド・ロンドン・サリー・クラシック
- ユーロアイズ・サイクラシックス
- ブルターニュクラシック・ウェストフランス
- グランプリ・シクリスト・ド・ケベック [3]
- グランプリ・シクリスト・ド・モントリオール [3]
- ジロ・ディ・ロンバルディア

UCIコンチネンタルサーキット 1.HC カテゴリ対象レース
- クラシカ・デ・アルメリア
- トロフェオ・ライグエーリア
- クールネ〜ブリュッセル〜クールネ
- グラン・プレミオ・インドゥストリア・エ・アルティジャナート
- ロンド・ファン・ドレンテ
- ノケル・クルス
- ブレーデネ・コクサイデ・クラシック
- グランプリ・ド・ドナン
- スヘルデプライス
- ブラバントス・パイル
- グランプリ・デュ・カントン・ダルゴヴィ
- ブリュッセル・サイクリング・クラシック
- グランプリ・ド・フルミー
- プリムス・クラシック・アンパニ=ファン・ペテヘム [注 5]
- スパルカッセン・ミュンスターラント・ジロ
- ユーロメトロポール・ツール
- ジロ・デッレミリア
- グラン・プレミオ・ブルーノ・ベゲッリ
- トレ・ヴァッリ・ヴァレジーネ
- ミラノ〜トリノ
- ジロ・デル・ピエモンテ
- パリ〜ツール
- ジャパンカップサイクルロードレース

なお、UCIコンチネンタルサーキット カテゴリー（1.1もしくは1.2）対象レースは多数存在するため割愛。
クリテリウムも多数存在するため、日本開催のもののみ取り上げる。
- ツール・ド・フランスさいたまクリテリウム

廃止等で行なわれなくなった主なレース
- ボルドー〜パリ（1988年限りで廃止）
- グランプリ・デ・ナシオン（2004年限りで廃止）
- チューリッヒ選手権（2008年より、市民参加型レースに衣替え）
- チームタイムトライアル・アイントホーフェン（2007年限りで廃止）
- 熊本国際ロード（2010年を最後に開催なし）
- グラン・プレミオ・ノービリ・ルビネッテリエ - コッパ・パパ・カルロ - コッパ・チッタ・ディ・ストレーザ（2015年限りで廃止）

### ステージレース
- 複数日（厳密には複数のステージ）にわたってレースを行い、各日ごとにゴールまでの「順番」を争うほか、「最終的な所要時間」「ゴールまたはコース途中の指定地点での通過順におけるポイント」「指定された山岳および峠での通過順におけるポイント」など複数の分野で総合成績を競う。UCIの略記では「2.xx」と表記され、「2.UWT」（UCIワールドツアー）、「2.Pro」（UCIプロシリーズ）、「2.1」「2.2」（UCIコンチネンタルサーキット）などに分類される。
- ステージレースの最高峰として位置づけられるレースは総称してグランツール（対象レースは下記参照）と呼ばれる。グランツールは15日以上23日以内、途中休養日を2日含むという規定があり、現在のグランツールはプロローグを含めた21ステージ+休養日2日の23日間程度で行われる例が多く、概ね3週間程度の期間に亘って開催される。この他、ステージレースとしては主流をなす、1週間前後で終了するものや、数日間程度のレースも含まれ、要は1日では勝負が決しないレースを総称して呼ばれる。
- 過去のステージレースでは1日1レースとは限らず、ハーフステージと呼ばれる形式で1日の中で2レースが行われることもあった。タイムトライアルステージがある時にこの形式を採用した[注 6]ことが多く、この場合は主に「第□ステージa」、「第□ステージb」（□は同一の数字）などと表記される。現在ではほとんど行われていない。
- 複数の国で開催されるレースもある。ツール・ド・フランスも例外ではなく、途中でイタリア、スイス（アルプス山脈を越えるため）、スペイン（ピレネー山脈を越えるため）国内に入るステージが設けられることがある他、過去にはイギリス、ベルギー、ドイツ等の国でレースが行われたこともある。2009年のツール・ド・フランスでは、モナコ、アンドラで行なわれるステージもある。また、下記に挙げるビンクバンク・ツアー（旧エネコ・ツアー）は、レース開催を通じて、開催国間の友好関係を深めるという意味合いも込められている。

#### 様々なステージ
ステージレースでは、一般的なマスドスタート以外にもタイムトライアルのステージが設定されることがある。上記の競技方法が用いられているが、グランツールにおいては下記の特色がある。
マスドスタート
最も一般的なステージ。
場合によっては選手が一斉にスタートする地点（セレモニースタート）と競技開始地点（アクチュアルスタート）が異なる場合がある。この区間はパレードランと呼ばれ、審判車の先導の元ゆっくりと移動する。
個人タイムトライアル
他の競技者の直後を走るドラフティング走行は認められない。グランツールでは「プロローグ」と称して初日に数キロのごく短い個人タイムトライアルを行うこともある。マスドスタートの山岳ステージとともに、個人総合優勝の行方を大きく左右するステージとなる。
チームタイムトライアル
チーム単位でスタートし、レース中はチームが一団となって走り（ドラフティング走行は同一チームの競技者のみ可能）、チームのうち規定の順番（1チームの定員によって異なる。1チーム9人のグランツールでは5番目）でゴールした選手のタイムで競う。初日に行われた場合は最も短い走破タイムを出したチームのうち、最初にゴールラインを切った選手が翌日のリーダージャージを着用する。ステージレースにおける個人総合タイムは基本的に「チームのタイム」が与えられるが、途中で集団走行から遅れてしまった選手についてはその選手のゴールまでの走破タイムが与えられる。

#### ステージレースの表彰対象
ステージレースでは「時に個人、時にチーム」で、「その日のゴールの着順」「最終的な所要時間など各種の総合成績」などいくつかの目的のために走ることになる。例えば最も有名なステージレースである3つのグランツールでは、勝利を争う主体は「個人」及び「集団（チーム）」であり、争われるのは「ステージごとの着順」と「最終的な走破時間」及び「最終的な獲得ポイント」であり、
- 個人総合優勝（レース全体を通しての走破タイムで争われる）
- ステージ優勝（ステージごとの着順で争われる）
- チーム総合優勝（ステージごとに各チームの先着3人のタイムが積算されていき、そのタイムで争われる。同一チーム内の総合上位3人の合計タイムではない）
- ポイント賞（レース全体を通してのスプリントポイント獲得数で争われる）
- 山岳賞（レース全体を通しての山岳ポイントの獲得数で争われる）
- 新人賞（ヤングライダー賞とも。開催年に25歳以下の誕生日を迎える選手限定でレース全体を通しての走破タイムで争われる。ジロとツールのみで、こちらは逆に下記の複合賞がない）
- 複合賞（コンビネーション賞とも。ブエルタのみで新人賞の代わりにある。個人総合順位、ポイント賞順位、山岳賞順位それぞれの順位合計が少ない人[注 7]が獲得する）

といういくつもの賞をめぐる争いが展開される。

#### 主なステージレース
UCIワールドツアー対象レース
太字はグランツール
- サントス・ツアー・ダウンアンダー
- UAEツアー
- パリ〜ニース
- ティレーノ〜アドリアティコ
- カタルーニャ一周
- バスク一周
- ツアー・オブ・ターキー
- ツール・ド・ロマンディ
- ツアー・オブ・カリフォルニア
- ジロ・デ・イタリア
- クリテリウム・デュ・ドフィネ
- ツール・ド・スイス
- ツール・ド・フランス
- ツール・ド・ポローニュ
- ビンクバンク・ツアー
- ブエルタ・ア・エスパーニャ
- ツアー・オブ・広西

UCIコンチネンタルサーキット 2.HC カテゴリ対象レース
- ツアー・オブ・オマーン
- ヴォルタ・アン・アルガルヴェ
- ブエルタ・ア・アンダルシア
- ツール・ド・ランカウイ
- ツアー・オブ・ジ・アルプス
- ツール・ド・ヨークシャー
- ダンケルク4日間レース
- ツアー・オブ・ノルウェー
- シュコダ=ツール・ド・ルクセンブルク
- ツール・ド・ベルギー
- ツアー・オブ・スロベニア
- ツアー・オブ・チンハイレイク
- ツール・ド・ワロニー
- ブエルタ・ア・ブルゴス
- ツアー・オブ・ユタ
- アークティック・レース・オブ・ノルウェー
- ツアー・オブ・デンマーク
- ドイツ・ツアー
- ツアー・オブ・ブリテン

UCIコンチネンタルサーキット カテゴリー（2.1または2.2）対象レースは数多存在するため、日本開催レースのみ取り上げる。
- ツール・ド・とちぎ （2.2）
- ツアー・オブ・ジャパン（2.1、2012年までは2.2）
- ツール・ド・熊野（2.2）
- ツール・ド・北海道（2.2）

廃止等で行なわれなくなった主なレース
- オランダ一周（2004年限りで廃止、エネコ・ツアーに継承、2017年よりビンクバンク・ツアーに改称）
- セトマナ・カタラナ（2005年限りで廃止）
- ピースレース（2006年を最後に開催なし）
- ドイツ・ツアー（2008年を最後に開催なし）
- エウスカル・ビシクレタ（2008年を最後に開催なし）
- ツール・ド・ジョージア（2009年を最後に開催なし）
- ツアー・オブ・ミズーリ（2009年を最後に開催なし）
- ツアー・オブ・北京（2015年のカレンダーから抹消）
- USA・プロ・サイクリング・チャレンジ （2015年以降財政難のため開催なし）
- バイエルン一周 （2016年以降財政難のため開催なし）
- ツアー・オブ・カタール（2017年以降財政難のため開催なし）

### シリーズ
ワンデー、ステージ各レースをひとつのシリーズとしているもの。各レース成績優秀者にポイントを付与し、そのシリーズ全レースが終了後に付与されたポイント最上位の選手が優勝となる。

#### 主なシリーズ
- UCIワールドツアー
- UCIワールドカレンダー
- UCIプロツアー
- UCIコンチネンタルサーキット
- UCI女子ロードワールドカップ
- JBCF（実業団）Jプロツアー
- JBCF（実業団）Jエリートツアー（E1クラスターのみ）

### 女子レース
女子については、世界選手権、夏季オリンピック、年間シリーズ戦であるUCI女子ワールドツアー、ジロ・ローザなどのステージレースが重要な大会である。

## 機材
自転車
通常のレース又はステージにおいては、チームが契約したメーカーから供給されたロードバイクを使用するのが通例である。また、タイムトライアルの場合にはタイムトライアルバイクが用いられる場合が多い。また、プロローグステージのような短距離のタイムトライアルではトラックレーサーが用いられたこともある。フレームの素材は、かつてはクロモリに代表される鋼が一般的だったが、現在はカーボンが主流となっているほか、アルミニウムや少数ではあるがチタン、マグネシウムなどを使用したものもある。過度の機材軽量化（エディ・メルクスがこれに拘った事で知られる）競争による安全性低下を防ぐために、UCIによって、合計重量が6.8kgを下回ってはならないと規定されている。

サイクルウェア
自転車乗車に特化した専用ウェアである。上半身はジャージと呼ばれる半袖ないし長袖のニット上着であり、前傾姿勢でも背中が露出しないよう、背中側の裾が長めになっている。また背中には補給食などを入れるためのポケット（通常三つ）がついている。通常は被り着用であり、それがジャージと呼ばれる所以であるが、2000年代以降は前身頃をファスナーで全開できるタイプが一般化した。ただし名称はジャージのままでありカーディガンと呼ばれる事はない。下半身はレーサーパンツと呼ばれる股間部分にパッドが縫いこまれたスパンデックス生地の膝上パンツを着用する。長時間前傾姿勢でのペダリングによる背中側の下がりを防ぎ、また腰部のゴムバンドを排除しストレスを低減する目的から、特別な場合がない限りサスペンダー状に肩まで掛ける形状である。またタイムトライアルでは空気抵抗を減らすために、身体形状によく馴染み風圧ではためかない上下つなぎのスパンデックス生地によるワンピーススーツを着用するのが一般的だが、クリテリウムなどの短距離・短時間のロードレースでも着用するケースが見られる。
この他、疲労緩和と滑り防止に掌にパッドを縫い付けたグローブがあるが、これは着用義務はない。気温や天候の変化に応じて審判団がアームウォーマー、レッグウォーマーやジャケットの着用を許可する場合がある。シューズカバーには、空気抵抗を低減する目的のスパンデックス生地のもの、防雨、防寒を目的とするものがある。
なお、プロチームの場合、こうしたウェア類にはいずれもスポンサーやメーカーの名前やロゴが大きくプリントされており、選手はこれを身に付けることによって所属を明らかにすると共に、動く広告塔としての役割も果たしている。そのためゴール時にはジャージの前ファスナーをしっかりと閉める事が鉄則となっている。
ヘルメット
頭部には事故時の衝撃緩和のために発泡スチロールにプラスチックや樹脂などの素材をかぶせたヘルメットを着用する。通常のヘルメットは通気性を確保するために、強度を失わない範囲で通風孔が開けてある。タイムトライアルで使うヘルメットは空気抵抗を減らすため、穴は開いておらず、前傾姿勢を取った時に背中と一線になる流線型をしている。
なお、かつて（2003年頃まで）はヘルメット着用は任意であり、ゴールスプリント直前に被るだけのことも多かった。
シューズ
力を効率良くペダルに伝えるため、スキー競技の様な「ビンディング」と呼ばれる機構を用いてシューズをペダルに固定する。競技用に特化しているため歩行は前提にしていない。そのためソールはカーボン製か硬いプラスチックで、裏には「クリート」と呼ばれる樹脂製あるいは金属製の止め具を固定するためのネジ穴が開いている。
かつてはビンディングではなくトウクリップと呼ばれる部品で靴のつま先を固定し、更にトウストラップで靴をペダルに縛り付けていた。靴の底にはシュープレートと呼ばれる凹部を持った小さな板が2本のビスで装着されており、ペダル上面の凸部に噛み合わせて靴とペダルの位置関係を厳密にきめていた。
その他
視界の確保などを目的として競技用にデザインされたアイウェアを着用したり、プロチームでは監督と選手が、連絡を取る為に無線機を使用する。また最近はロードバイクの軽量化が著しく、多少のオプション機器をつけても、重量面で不利になることがなくなっているため、心拍計や現在自分が出している力を測定、表示する「パワーメーター」を装備することが多い（心拍計と一体型のものが多い）。ガーミンがスポンサーを務めるガーミン・チポートレ（現チーム・キャノンデール・ガーミン）は2008年のツール・ド・フランスで、心拍計やパワーメーターの他、GPSを利用して、画面上の地図に現在位置や標高などを表示する高機能デバイスを使用し、話題になった。2010年以降はこのようなオプションをフル装備しても最低重量を満たすことができず、バラストを積むことすらある。

## 競技の特徴

### エースとアシスト
各チームにはエースとアシストという役割分担が存在する。
エース
エースはレースごとに設定され、最終的にレースでのステージ勝利や総合優勝などを獲得することが役割である。通常はチームで最も強い選手が務めるが、場合によっては、同等の力を持つ選手をもう一人エースに据えて状況に応じてどちらかが勝利を狙う「ダブルエース」体制になることもある。
なお、各チームは本拠地や所属選手によって重視するレースを決めており（自国や地元のレースは当然重視するほか、所属選手の脚質によっても狙うレースは異なってくる）、参加する全てのレースで勝利を目指すわけではない。そのため小さなレースやあまり重視しないレースでは、普段アシスト役の選手がエースを務めることがある。
アシスト
アシストはエースを勝たせるために風よけ、補給食や飲み物の運搬、他チームの牽制などを行う。エースがレース中に機材故障や落車などで集団から遅れた場合には、アシストが大挙して集団から下がり、チームTT状態で走る事によりエースを集団まで引き戻すこともある。アシストの存在はエースにとって不可欠であり、エースは基本的にアシストを伴って走っている。レースの展開の綾でエースが丸裸になってしまった場合、そのチームは非常に不利な状況に置かれることになるので、レースの最終局面を除きエースがアシスト抜きで走ることは少ない。
今中大介2005によれば、エースが獲得した賞金はアシストも含めて均等に分配されることが多いとされる。
またレース中にエースにアクシデントがあった際には、アシストの中の最有力選手がエース役を引き継ぐ場合もある。このような選手の中には、エースに近い、あるいは同等の力を持っている者もおり、アシストの仕事を最小限に免除されていることもある。このような選手は「セカンド・エース」と呼ばれる。
非公式だがイタリア人アシストは「従者」を意味する「グレゴリオ」と呼ばれることもある。

### 先頭交代
ロードレースでは走行中の空気抵抗による体力の消耗が非常に大きい。プロのレースにおける巡航速度は平均で40km/hであるが、これは風速11m/sの向かい風を浴びているに等しく、単独で走りきって勝利するのは困難である。そのため、必然的に集団を形成し、他の選手を風よけにして体力の消耗を減らすなど、選手間で協力することも多い。その際は、数人から十数人の選手が順番に先頭を交代しながら走り、他の選手の体力回復（心拍数やATP-CPエネルギーなど）を助けるという戦術が採られる。（スリップストリームも参照）
先頭交代は必ずしも同じチーム内で行われるとは限らない。例えば、大集団から抜け出した異なるチームの選手たちは逃げ切ってステージ優勝するため、あるいは各種ポイント賞争いを有利に運ぶために、ゴール直前までは交代で先頭を走るのが普通である。しかしこうした逃げ集団の中に個人総合優勝や新人賞に絡みそうな有力選手、またその選手と同じチームの選手が入っている場合、彼らは余計なタイム差がつかないように牽制するのが目的なので、先頭交代には参加せず体力を温存する。
また、逃げている集団を追いかけるために後続集団に残ってしまったチーム同士が協力して先頭交代をし、速度を上げて追い上げることもある。
ステージ優勝争いから総合成績争いまで、様々な思惑や戦略が絡むのが先頭交代である。

### 選手同士の駆け引き
先頭交代で述べたように、ライバル同士であっても、当面の目的が一致した場合は「呉越同舟」状態で協力し合うのが、ロードレースの最大の特徴である。しかし、競技の序〜中盤にかけては、一致団結して走っていた選手たちも、終盤にさしかかるにつれ、各チームないし選手ごとの思惑の違いからさまざまな駆け引きが発生してくる（例えば、逃げ切り優勝を狙っている先頭集団なら、どこでアタックをかけて相手を出し抜くかで腹の探りあいが始まり、追撃する集団ではゴール前で競り合いになったときに有利な場所を確保するための位置取り合戦が起こるなど）。
このように、状況の変化に応じて生まれる選手同士の多様な駆け引きが、レースに強い緊張感を生み出し、それが魅力の一つとなっている。

### 補給
競技時間が3〜7時間と非常に長時間にわたるため、水分や栄養を補給しないままだと脱水症状やエネルギー切れの状態になって競技が続行できなくなる危険が非常に高い。そのため選手たちはロードバイクのフレームにボトルホルダーを取り付けて水やスポーツドリンクなど各種飲料を入れたボトルを携帯したり、レーシングウェアの背中に付けられたポケットにパン、菓子、ゼリー飲料などの機能性食品、小型缶の炭酸飲料などを入れておいて、走りながら適宜補給する。競技中に固形物を摂取するというのは、トライアスロンのアイアンマンなどごく一部を除くほかの競技には見られない、ロードレースの大きな特徴である。
プロレースでは、こうした補給用の飲料や食料は選手自身が携帯するほかに、レースで併走するサポートカーやあるいは補給エリアにスタンバイしたチームスタッフから「サコッシュ」（sacoche:フランス語で肩掛けの鞄や袋を指す。英語圏では「ミュゼット」musetteと呼ばれる）と呼ばれる肩掛け型の袋に数種類を入れて随時供給され、レース中にはアシストの選手が大量のボトルを背中などに入れてチームメイトに配って回る姿がしばしば見られる。サコッシュを受け取った選手はサコッシュからウェアのポケットなどに補給食を移し、サコッシュは捨ててしまう。
なお、空になったボトルやサコッシュは道端に捨てられることが多いが、これは沿道で応援するファンへのプレゼントにもなっており、チーム側もこれを見越して、チームロゴやマークを入れた物を使用している（袋の作りや材質そのものは頑丈ではなく、縫製も非常にいい加減である）。
ただし周囲にファンのいない場所で捨てられたボトル等は単なるゴミになってしまうため、近年では環境保護の観点からボトル等の無制限な投げ捨てに対する批判も一部で高まりつつあり、フランスの地方レースなどでは空になったボトルや補給食の包装等をレース中に投げ捨てなかった選手に対し「エコロジー賞」を用意するケースが増えている。また近年ではコース中でゴミを捨てて良い区間が一部に限定されている場合もある。
食事以外にも、レースでは機材故障（タイヤのパンク、変速機の不調など）に伴う部品や自転車の交換が必要になる。プロレースでは各チームのサポートカーがそれらを供給するのが普通だが、何らかの事情によりサポートカーがすぐに駆けつけられない場合もあり、そのような状況ではレース主催者側が用意するニュートラルカーが必要な部品等を供給することもある。

## レースの展開
ロードレースには何種類かの典型的な展開がある。本節ではステージレースで最も頻繁に見られる展開の各段階を解説する。
スタート直後のアタック
マスドスタートのレースではスタート直後から何度もアタックがかかる。アタックは一人の選手が集団から飛び出して独走し、それに数名の選手が食い下がるという形が多い。アタックをかけるのは多くの場合、エース格の選手ではなく、アシスト役の選手である。しかし大半は集団に捕捉されて失敗し、再び別の選手がアタックする展開がしばらく繰り返される。特にレース自体が短く逃げが決まりにくいステージでは「0kmアタック」と言われるほどステージ開始直後にアタックがかかり続け、最序盤の平均速度が50km/hを越える場合もある。
逃げ（先頭）集団と追走・メイン集団の形成
スタート直後〜序盤にアタックが成功すると、数名〜十数名の逃げ集団が形成される。対するメイン集団は体力温存のためにペースを落とすため（場合によっては35km/hというプロ選手的にはゆっくりという状況まで落ちる）、この時点で逃げ集団とメイン集団の差はみるみる広がっていき、逃げ集団が独走しているように見える状態が中盤〜後半手前まで続く。しかし実際には、メイン集団は残り距離などから確実に追いつけるだけのタイム差を計算し、決してそれを超えることが無いようにスピードをコントロールしており、現在のレースではほとんどの場合、逃げ集団はレースの終わり頃に追撃集団に吸収されてしまう。
そのため逃げる側もそれを前提として、逃げ切り優勝を狙うよりもメディアへの露出やスプリントポイント、山岳ポイント獲得が主な目標にしていることの方が多い。
ただし長丁場のステージレースで逃げ集団に参加している選手たちの総合順位などが低い場合（逃げ切り勝ちとなっても総合優勝や山岳賞など各賞争いに無関係な場合）、体力温存のために、そのまま逃げを許してしまうこともある。
また、山岳部では集団による空力のアドバンテージが薄れるため（ある程度の上りでは一流クライマーでも時速30km以下でしか走れないし、下りでは速度を上げすぎても危険なため、小集団と大集団の速度差が小さい）、厳しい山岳が続くステージでは総合優勝や山岳賞狙いの有力選手たちが乾坤一擲の大逃げに出ることもある。この場合は実力差による逃げ切り勝ちが発生する可能性も少なくない。
なお、ステージレースで総合優勝争い・その日のステージ優勝争いの両方とも無縁の選手（山岳ステージにおけるスプリンターや、逃げに失敗したアシスト選手等）は、翌日以降のレースに向けた体力温存のためにグルペットと呼ばれる集団を形成して後方に下がり、制限時間を越えない程度のスローペースでゴールに向かうことが多い。
メイン集団による逃げ集団の捕捉
レースも後半に入ったゴール前の数km〜十数km地点でメイン集団はペースを一気に上げて、逃げ集団を捕まえにかかる。目安としては10km進むたびに1分ずつ差が詰まると計算して走っていく。しかし早い段階で逃げ集団を捕捉してしまうと、その直後のペースが落ちた隙をついて、メイン集団から第二、第三の逃げをしかけて優勝を狙おうとする選手がでてくるため、どの地点で逃げ集団を捕捉するのかも駆け引きの対象となる。
ゴール前の位置取り合戦
平坦ステージ、あるいはゴール手前が平坦・下り基調のステージの場合、エースにスプリンターを据えているチームはゴール直前での展開を有利にするために、ゴール前数km地点から集団の先頭付近で車列（トレイン）を形成して位置取り合戦をしつつ、追撃する。先頭集団が逃げ切ってしまうことが確実になった場合、あるいは山頂ゴールが設定されたステージでは位置取り合戦は発生しない。ここでの追撃は集団で走るとはいえ選手に負担が大きく、何人のアシストをどのような順番で使っていくかで、スプリンター系チーム内での駆け引きが渦巻く部分である。
ゴールスプリント
平坦ステージ、あるいはゴール手前が平坦・下り基調のステージの場合、ゴール前3〜4km地点から集団は全力での巡航に入る。この状態で集団の速度は、トップレベルのカテゴリーのレースでは平地でさえ時速60km前後にも達する。ゴールまで1kmを切る辺りから発射台役のアシスト選手数名による全力走行（通常数百メートルしか保たない無酸素運動）が始まる。この状態は、数名の選手が縦に並んで走ることから俗にトレイン又は“列車”などと呼ばれる。
エースを務める選手はその最後尾について、アシストたちを風よけとしつつ（選手の癖、およびワンデーレースによってはトレイン無しでゴールスプリントする場合もある）、ゴール数百m手前で飛び出してお互いに体をぶつけ合いながらゴールを目指す。この時の速度は時速70kmから80kmに達するため、レースの中でも最も危険な瞬間でもあり、ゴール直後の選手たちは通常の精神状態ではないと言われる（チームのスタッフが突き飛ばされたりすることもある）。
逃げ切り
逃げが決まった場合はゴール前数km地点から逃げていた集団内で駆け引きが始まり、多くの場合はある選手が飛び出した瞬間に他の選手が牽制しあってお見合い状態になって勝負が付く。そうでない場合は逃げていた集団の選手たちによるゴールスプリントになって決着する。山頂ゴールの場合は、次々に先頭集団から選手が脱落していって、最後に残った選手がそのまま（結果的に逃げ切りの形で）ゴールに入る。

## 暗黙の了解
ロードレースには正々堂々と闘うための紳士協定として、選手間に暗黙の了解事項（不文律）が多数存在している。
先頭交代への参加
集団の先頭から十数番手までは集団落車に巻き込まれるリスクが少なく、またアタックをかけたりアタックに反応したりということも可能である。こうした集団内の好位置に居る選手は先頭交代に加わるのがマナーである。自分だけ先頭交代に加わらないで体力を温存するという作戦（「ツキイチ―着き位置」と呼ばれる）は、ルール上禁止されてはいないものの、仮にそれで好結果を出したとしても実力とは認められない。
また、ロードレースの最高レベルであるUCIプロツアーに参加するようなチームに所属する選手は、エースや有力アシスト選手でないかぎり、現役中に一度も表彰台に上れない方が普通であり、大半の選手はアシストとしての役割を期待されて雇われているため、わざわざ自分の評価を落とすような勝ち方をするのは、選手にとってもメリットがない。
逃げ集団内でポイントの強引な独り占めをしない
逃げが決まった場合、必然的に中間のスプリントポイントや山岳ポイントを先頭で通過する選手が発生するが、殆どの場合は集団内で「誰がポイントを取るか」の合意が成立している。こうした合意を拒否してポイントを奪う姿勢は歓迎されず、逃げ集団の崩壊を引き起こす例もある。もちろん山岳、ポイント賞狙いの選手が2人以上逃げに入った場合には、その数名によるフェアな勝負で片方が勝ち続けるのは問題にはならない。
ステージレースで総合優勝や新人賞狙いの選手はステージ優勝を譲る
ステージレースにおいては、総合優勝及び新人賞争いに絡んでいる選手はゴールスプリント（ゴール直前での全力勝負）が発生した場合、これに加わらない。これは、同じ集団でゴールすれば同じタイムと見なされるため、ポイントではなく、タイムを競う総合成績と新人賞狙いの選手はトップの選手と同じ集団でゴールすればよく、最も落車の危険が大きいゴールスプリントを回避したほうが安全だからである。但しボーナスタイムを導入しているレースにおいて、山岳など小集団スプリントになった場合は、上位を狙うために総合狙いの選手もスプリントを行う事がある。
また、総合優勝及び新人賞争いをしている選手が少人数の逃げに乗り、そのままゴールまで行けてしまったような状況でも、同じ逃げ集団にライバルが居ない限り、トップとタイム差無しでステージを終えられれば、賞争いで前進することが出来るため、ステージ優勝は逃げ集団の他の選手に譲ることも多い。
これは、逃げ集団の他の選手としても、賞争いに手を貸す代わりにステージ優勝争いからは降りて貰うことを前提として走っていることが多いこと、総合優勝や新人賞を狙うような有力選手が、幸運にもステージ優勝を狙うチャンスに恵まれた選手たちを押しのけてまで勝とうとするのはマナーに反するという選手間の共通認識も関わっている。
もちろん山頂ゴールなどで総合優勝及び新人賞争いの選手が他の選手を全て千切ってしまった場合や、先頭集団に総合優勝及び新人賞を争う選手たちしか残っていない場合には、この限りではない。また直近に優勝を譲ったことがある選手同士の場合は優勝を譲らないなど、ある種の貸し借り関係のようなものも影響する。
ただし総合優勝争いを演じている選手同士の場合など、ごく稀にこのような形でステージ優勝を譲られることによりプライドを傷つけられ、その後選手間の不仲に発展するケースもある。
「着き位置」をした選手のステージ優勝はあまり歓迎されない
その逃げが成功することで自チームの選手の優勝&各賞争いで不利になるなど、チームにとって好ましくない影響を及ぼすような逃げを失敗させようとする場合、そのチームの選手は逃げ集団に入っても、先頭交代に加わらないまま「着き位置」を保ち、そのままでは先頭交代している選手のみが疲労し不利になる状況を作ることで逃げを潰そうとするが、そのようなチーム戦略上の理由から逃げ集団の先頭交代に加わらなかった選手は最終的にステージ優勝争いから降りる例が時に見られる。また、そのような選手がステージ優勝してしまった場合は他のチームから苦言を呈されることもあるが、チーム戦略上の明確な理由や必然性なく「着き位置」だった選手がステージ優勝した場合は、非難を受けることを覚悟せねばならない。
リーダージャージを抱えるチームが集団の先頭を積極的に引く
ステージレースではリーダージャージ（総合優勝争いで首位にいることを示すジャージ。「マイヨ・ジョーヌ」、「マリア・ローザ」、「マイヨ・ロホ」など）を着た選手を抱えるチームが集団の先頭を引くことが暗黙の了解となっている。大差の逃げ切りにより「リーダーの座を奪われない」ようペースをコントロールするのが大きな理由だが、「エースが集団の後方にいると、落車により集団が分断されるなどのアクシデントが起きた場合に大きなタイム差をつけられてしまう」ためにそのリスクを避けるという意味合いもある。それ以外に「逃げた選手を積極的に追撃」したり、逆に「逃げ集団をあまり早く吸収し過ぎないようペースを落とす」などの役割を果たすことも求められる。平坦ステージの場合には逃げを潰して「ゴールスプリントでステージ優勝を取りたい」有力スプリンターを擁したチームが終盤では役目を受け継ぐのが基本となる。このため、勝負どころの中盤〜後半のステージにたどり着く前にアシスト選手たちが消耗してしまうことを嫌い、敢えて序盤は総合優勝争いで首位に立たずにレースを進めることもある。
アクシデントにつけ込まない
ゴール直前の数kmを除き、メイン集団内にいる有力な選手がパンクで一旦停止したり、落車に巻き込まれた場合、その隙をついてアタックをかけたりして、一気にペースを上げることはマナー違反とされている。
ただし、逃げ集団は必ずしもこの限りでないため、こうしたトラブルが起きた場合は、メイン集団のスピードが落ちるため、逃げ切れるチャンスが生まれることになる。
地元選手が挨拶するための逃げは容認する
グランツール等の大レースでは、レース途中に出身地・居住地の近辺を通過する選手が、沿道に応援に駆けつけた家族や友人等への挨拶のために集団から逃げることが少なくない。これは逃げることで家族らと立ち止まって会話するための時間を稼ぐのが目的であることから、集団はあえてその選手を追わず逃げを容認する。もちろん逃げる選手側は事前に集団にその旨を告げてから逃げる必要があり、挨拶の後は集団が追いついてくるまで待つことがマナーとされる。
グランツールの最終ステージは周回コースに入るまでのんびり走る
グランツールの最終ステージは、近年はツール・ド・フランスならパリ・シャンゼリゼ通り、ブエルタ・ア・エスパーニャならマドリー・シベーレス広場にゴールするのが通例となっており、選手たちはパリやマドリー近郊の街から数十kmを走り、最後に都心部の周回コースに突入することになる。そして各賞の優勝争いが僅差になっていない限りは、この周回コースに入るまでゆったりと走行する。これは、グランツール最終ステージが世界最高峰のステージレースを最後まで走り抜いた選手たちの凱旋走行と位置づけられているためである。そのためツール・ド・フランスでは、沿道の観客からシャンパンを振る舞われつつ、のんびりと走ってゆく選手たちの姿が見られる。ただし、ジロ・デ・イタリアやブエルタ・ア・エスパーニャでしばしば見られ、ツール・ド・フランスでも1989年実施された例のように、最終ステージが個人タイムトライアルとなっている場合は、もちろんこれはあてはまらない。
トイレタイム中にアタックをかけない
レース中に食事するのが自転車レースの大きな特徴であるが、当然入れる物を入れれば出さなければならず、ミドルペースで走る追走集団の人はチーム内でまとまって一旦停止し用を足す事がある。その際他チームがアタックをかけ引き離すのはマナー違反とされる。

## ジャージ
ロードレース選手で特定の成績を上げた選手は、レース中それに応じたジャージを着なければならない。また、着用が義務となっている場合が多く、レースで着用をしなかった場合に罰金などのペナルティを課せられることがある。
ロードレースにおいては以下のようなジャージが代表的である。
個人総合時間リーダージャージ
ステージレースにおける総合首位（全ステージの走破タイムの合計が最も少ない）選手がそのステージレース開催期間中に着る。ツール・ド・フランスの「マイヨ・ジョーヌ（黄色いジャージ）」、ジロ・デ・イタリアの「マリア・ローザ（薄桃色のジャージ）」が有名。ブエルタ・ア・エスパーニャでは「マイヨ・ロホ（赤色のジャージ）」がこれにあたる。レース開催期間中、個人総合時間ジャージは他のすべてのジャージに優先する。
ポイントリーダージャージ
ステージレースにおけるスプリントポイント最多獲得選手がそのステージレース開催期間中に着る。また、総合首位の場合は個人総合時間リーダージャージを優先して着用する。ツール・ド・フランスの「マイヨ・ヴェール（緑色のジャージ）」が有名。
山岳リーダージャージ
ステージレースにおける山岳ポイント最多獲得選手がそのステージレース開催期間中に着る。ツール・ド・フランスの「マイヨ・ブラン・ア・ポワ・ルージュ（白地に赤い水玉模様）」が有名。また、総合首位の場合は個人総合時間リーダージャージを優先して着用する。
世界選手権ジャージ
世界選手権自転車競技大会ロードレース部門の優勝者が、次回世界選手権開催前日まで世界中のロードレースで着用することを許可される（正確には義務）。白地に5色の線（Arc an ciel—虹色）が入ったジャージは通称「マイヨ・アルカンシエル」と呼ばれ、このジャージを着ることは自転車競技者として最高の栄誉の一つとされる。また、一度アルカンシエルを獲得した選手は、翌年度以降も自身のジャージの袖や襟、車体の一部にアルカンシエルを模した柄を入れることが許される（これは義務ではない）。
なお、世界選手権ロードレース部門は、「ロードレース（マスドレース）」と「個人タイムトライアル」の2競技があり、ロードレース競技での優勝者がタイムトライアル競技やタイムトライアルステージ（個人TTまたはチームTT）でアルカンシエルを着ることはできず、逆もまた然りである。また、ステージレースにおいて各賞で首位に立っている場合は、各リーダージャージを優先して着用しなければならない（一部例外もあり）。
大陸選手権ジャージ
ナショナルチャンピオンジャージ
ロードレース競技とタイムトライアル競技の国内選手権優勝者は、それぞれ次回大会の開催までこのジャージを世界中のロードレースで着用する。ナショナルチャンピオンジャージはそれぞれの国の国旗またはそれに準ずるイメージカラーをあしらった非常に目立つもので、これを着用して世界の檜舞台に立つことはロードレース選手にとって大変な名誉とされる。また各国のファンも、自国のナショナルチャンピオンには格別の声援を送る。ナショナルチャンピオンを獲得した選手はアルカンシエル同様、翌年度以降も自身のジャージの袖や襟に国旗またはそれに準ずるデザインを入れる権利を得る。
世界選手権ジャージと同様、ロードレース競技のチャンピオンジャージはタイムトライアル競技やタイムトライアルステージでは着用不可、逆の場合も同様。また、ステージレースにおいて各賞で首位に立っている場合は、各リーダージャージを優先する（一部例外もあり）ほか、世界選手権に優勝した場合は世界選手権ジャージが優先となる。
諸事情により国内選手権が開催されなかった年があった場合は、前年の優勝者が引き続き着用することになる（例：2006年のスペイン選手権はオペラシオン・プエルトの影響により、選手のボイコットが発生して中止された）。
日本では全日本選手権ロード及びタイムトライアルの優勝者がこれを着る事になるが、全日本選手権でアシストを多く使えるJプロツアー、もしくはUCIコンチネンタル在籍選手が有利なため、海外から凱旋してくるUCIプロコンチネンタルやUCIプロツアー在籍の選手が勝つことが困難な状況であり（元チームメイトぐらいしか協力してくれる選手が居ない）、国内選手権をメインに走っているライダーが選手権を制覇した場合、海外の試合に出場することが希なため、海外の大会で目にする事は少ない。2006シーズンにロード&TTの両チャンピオンを取った別府史之（当時ディスカバリーチャンネル在籍中）が、2007シーズン（2007年度全日本選手権開催前なので別府が保持したまま）のパリ〜ルーベにて、ナショナルチャンピオンジャージを身につけ集団の先頭を引く姿が映し出された事がある。また別府は2011シーズンでもダブルタイトルを手にしたが、2012シーズンのジロ・デ・イタリアにて、所属しているオリカ・グリーンエッジが大会直前にスポンサーを獲得しジャージが替わったのにもかかわらず、ナショナルチャンピオンジャージの発注を忘れたが故に、ユニフォーム違反で罰金を受けるという珍トラブルが発生した。
ステージレースのリーダージャージには胸部にA4サイズの白い枠が設けられている場合がある。これは、ジャージ該当選手のチーム名・チームロゴを入れるためのものである。一つのステージが終了しジャージ該当選手が確定した後、白い枠の部分に昇華インクでチーム名・チームロゴを鏡像印刷したシートを乗せ、プレス機で熱転写を行うことでジャージにチーム名・チームロゴをプリントする（場合によってはステッカーで済ませる場合もある）。

## 日本におけるロードレース
国際格式のレース
UCIアジアツアー対象としてワンデイロードレースのジャパンカップサイクルロードレース、ステージレースのツアー・オブ・ジャパン、ツール・ド・北海道、ツール・ド・おきなわ、ツール・ド・熊野があり、ジャパンカップサイクルロードレースがカテゴリー超級、ツアー・オブ・ジャパンがカテゴリー一級であり他はカテゴリー2級とされている。また、海外の招待選手を加えた個人レースのシマノ鈴鹿国際ロードレース、ツール・ド・フランスさいたまクリテリウムが毎年行われている。
全日本格式のレース
日本自転車競技連盟により国民体育大会及び全日本自転車競技選手権大会が個人レースとして、全日本選手権個人タイムトライアル・ロードレースが個人タイムトライアルとして毎年行われているほか、高校生と女子のみを対象としたステージレースとして全日本ステージ・レースinいわてがある。
社会人自転車競技クラブを対象としたレース
全日本実業団自転車競技連盟により行われるJBCFロードシリーズは、経済産業大臣旗ロードチャンピオンシップを頂点とし、それに準ずる東日本及び西日本両ロードクラシックなど4大会のほか20大会以上が毎年行われており、その内の15大会前後はJプロツアー、20大会以上はJエリートツアー及びJフェミニンツアー対象レースである。なお、大学自転車競技部もクラブ登録可能である。
大学自転車競技部を対象としたレース
日本学生自転車競技連盟により、文部科学大臣杯全日本大学対抗選手権自転車競技大会、全日本学生選手権格式のチームロードレース、個人ロードレース、クリテリウムの各大会ほか、年間10戦程度の全日本学生ロードレース・カップ・シリーズが行われている。なお、実業団登録された社会人クラブに所属する社会人も限定的に参加可能である。
高等学校自転車競技部を対象としたレース
全国高等学校体育連盟により、全国高等学校総合体育大会及び全国高等学校選抜自転車競技大会が毎年行われている。
各都道府県自転車競技連盟によるレース
各都道府県個別に独自裁量の多様な形態のロードレースを主管している。
競技者登録を必要としない市民レース
日本自転車競技連盟によるチャレンジサイクルロードレース大会、各都道府県自転車競技連盟による地元未登録カテゴリーレース、日本サイクルレーシングクラブ協会主催の年間シリーズ戦が代表的であり、他にも単独開催又は国際格式レース及び実業団レースとの併催など全国に多数存在し、中でもヒルクライムとエンデューロは我が国の2大ホビーレースといえる。ヒルクライムは単独転倒や集団落車に伴う受傷、機材損傷の危険が低くフィニッシュ後の達成感が大きい事から参加希望者が多く、エンデューロは個人の負担が低く気の合う仲間達と楽しむ要素が大きい為人気が高い。
2010年における競技者数
2010年現在、日本自転車競技連盟へは約5,500名が競技者として登録されているが、人口が日本比1/2のフランスでは約70,000名、1/11のベルギーでは約50,000名、日本同様に自転車競技がメジャーではない英国においても人口比1/2で約11,000名である。

## 競技者の特徴
- オールラウンダー
- クライマー（グランパー）
- スプリンター
- パンチャー
- ルーラー（スピードマン）
- タイムトライアルスペシャリスト（TTスペシャリスト、クロノマン）
- クラシックスペシャリスト（ワンデーレーサー）

## 有名な選手
自転車ロードレース選手一覧も参照のこと

### 男子
- ファウスト・コッピ（イタリア）
- ジャック・アンクティル（フランス）
- エディ・メルクス（ベルギー）
- ベルナール・イノー（フランス）
- グレッグ・レモン（アメリカ）
- ステファン・ロシュ（アイルランド）
- ミゲル・インドゥライン（スペイン）
- ランス・アームストロング（アメリカ）
- ローラン・フィニョン（フランス）
- マルコ・パンターニ（イタリア）
- ペドロ・デルガド（スペイン）
- アルベルト・コンタドール（スペイン）
- マリオ・チポリーニ（イタリア）
- イヴァン・バッソ（イタリア）
- ヤン・ウルリッヒ（ドイツ）
- エリック・ツァベル（ドイツ）
- トム・ボーネン （ベルギー）
- ロビー・マキュアン（オーストラリア）
- ジルベルト・シモーニ（イタリア）
- 市川雅敏（日本）
- 今中大介（日本）
- 大門宏（日本）
- 阿部良之（日本）
- 別府史之（日本）
- 新城幸也（日本）
- 三船雅彦（日本）
- 土井雪広（日本）
- 宮澤崇史（日本）

### 女子
- 沖美穂（日本）

## ロードレースを題材とした作品
アニメ
- 茄子 アンダルシアの夏（ブエルタ・ア・エスパーニャを描いたアニメ）
- 茄子 スーツケースの渡り鳥（上記の続編アニメ、宇都宮開催のジャパンカップサイクルロードレースが舞台）

小説
- サクリファイス、エデン、サヴァイヴ、キアズマ（近藤史恵の小説）

漫画
- Over Drive（安田剛士の漫画）
- 弱虫ペダル（渡辺航の漫画）
- ツール!（大谷アキラの漫画）